# The Greatest Showman
The Greatest Showman är en amerikansk musikalfilm från 2017 regisserad av Michael Gracey och skriven av Jenny Bicks och Bill Condon. I huvudrollerna ses Hugh Jackman, Zac Efron, Michelle Williams, Rebecca Ferguson och Zendaya. Filmen är baserad på P.T. Barnums idé och skapande av den första cirkusen. På Oscarsgalan 2018 nominerades filmen till en Oscar för bästa sång ("This Is Me"), men förlorade mot Disney-Pixars film Coco ("Remember Me").

## Rollista i urval
- Hugh Jackman - P.T. Barnum
  - Ellis Rubin som unga Barnum
- Michelle Williams - Charity Barnum
- Zac Efron - Phillip Carlyle
- Zendaya - Anne Wheeler
- Rebecca Ferguson - Jenny Lind
- Austyn Johnson - Caroline Barnum
- Cameron Seely - Helen Barnum
- Keala Settle - Lettie Lutz
- Sam Humphrey - Tom Thumb
- Yahya Abdul-Mateen II - W.D. Wheeler
- Eric Anderson - Mr. O'Malley